# Patrick Stump

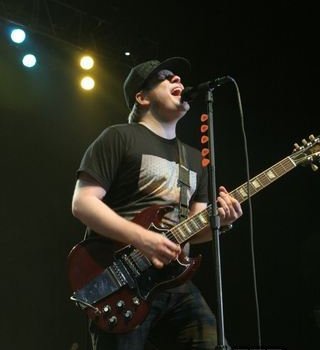
Patrick Stump

Patrick Vaughn Stump (született: Patrick Martin Stumph) (Glenview, Illinois, 1984. április 27. –) amerikai zenész, zeneszerző és producer. A Fall Out Boy énekese és ritmusgitárosa.

## Élete
1984. április 27-én született az illinois-i Glenview-ban. Patrick apja folk énekes. Idősebb bátyja, Kevin hegedűművész. Rajta kívül még van egy nővére, Megan. Szülei elváltak. Középiskolába a Glenboork South-ba járt. Középiskolás évei alatt más-más zenekaroknál dobolt, beleértve Public Display of Infection, Xgrinding processX és a Patterson-nál. Tagja volt a Paradox zenekarnak is. Aktívan szerepelt a District 225 rádióműsorban. Amikor csatlakozott a Fall Out Boy-hoz nem énekelt és nem vett énekórákat sem. Patrick védjegye az egyedi összeállítású mérnöki sapka, vörös oldalszakáll és a vastag keretes szemüveg. Hosszú párkapcsolat után elvette Elisa Yao nevű barátnőjét. Noha Patrick a vezetőénekes a csapatban, Pete Wentz már többször is volt frontembere a bandának. Joe Trohman-nal egy könyvesboltban találkoztak, aki bemutatta legjobb barátjának, Pete Wentz-nek. 2001-ben Joe Trohman-nel és Pete Wentz-cel megalapította a Fall Out Boy nevű pop-punk együttest, amihez később Andy Hurley is csatlakozott.

## Fall Out Boy
2001-ben Joe Trohmannel és Pete Wentz-cel megalapította a Fall Out Boy nevű pop-punk együttest, amihez később Andy Hurley is csatlakozott. Azelőtt soha nem énekelt, és eredetileg a Fall Out Boy-ban is dobos volt.
Első albumuk, a Evening Out With Your Girlfriend, 2002-ben jelent meg az Uprising Recordsnál. Ezután szerződtek át a Fueled by Ramenhez, és a következő év májusában ők adták ki a Take This to Your Grave című második albumukat, valamint 2004-ben a My Heart Will Always Be the B-Side to My Tongue című akusztikus EP-t és DVD-t.
2003-ban aláírtak az Island Records-szal. 2005-ben megjelent harmadik albumuk, a From Under the Cork Tree, az első, ami zenéjének legnagyobb részét Stump szerezte, és amihez Pete Wentz írta az összes dalszöveget. 2007-ben kiadták az Infinity On High c. albumukat. 2008 őszén jelent meg a Folie a Deux című albumuk. 2013-ban egy rövid szüneteltetés után megjelent a Save Rock and Roll című nagy sikerű albumuk. Ugyan ebben az évben jelent meg a PAX•AM Days címen futó rövid albumuk. 2015-ben megjelent az American Beauty / American Psycho című albumuk.

## Egyéb zenei tevékenysége
Producerként dolgozott a The Hush Sound Like Vines és a Gym Class Heroes As Cruel As School Children című albumain, valamint a Cobra Starship második albumán.
Énekesként vendégszerepelt a következő számokban:
- Gym Class Heroes: Clothes Off!, Cupid's Chokehold,
- October Fall: Second Chances,
- Knockout: Breakaway,
- Motion City Soundtrack: Everything Is Alright,
- The Hush Sound: Don't Wake Me Up,
- Timbaland: One & Only,
- Misery Signal: One Day I'll Stay Home,
- Damnation A.D.: If You Could Remember,
- The Roots: Birthday Girl,
- Tyga: Don't Regret It Now,
- All Time Low: Outlines.

## További információk

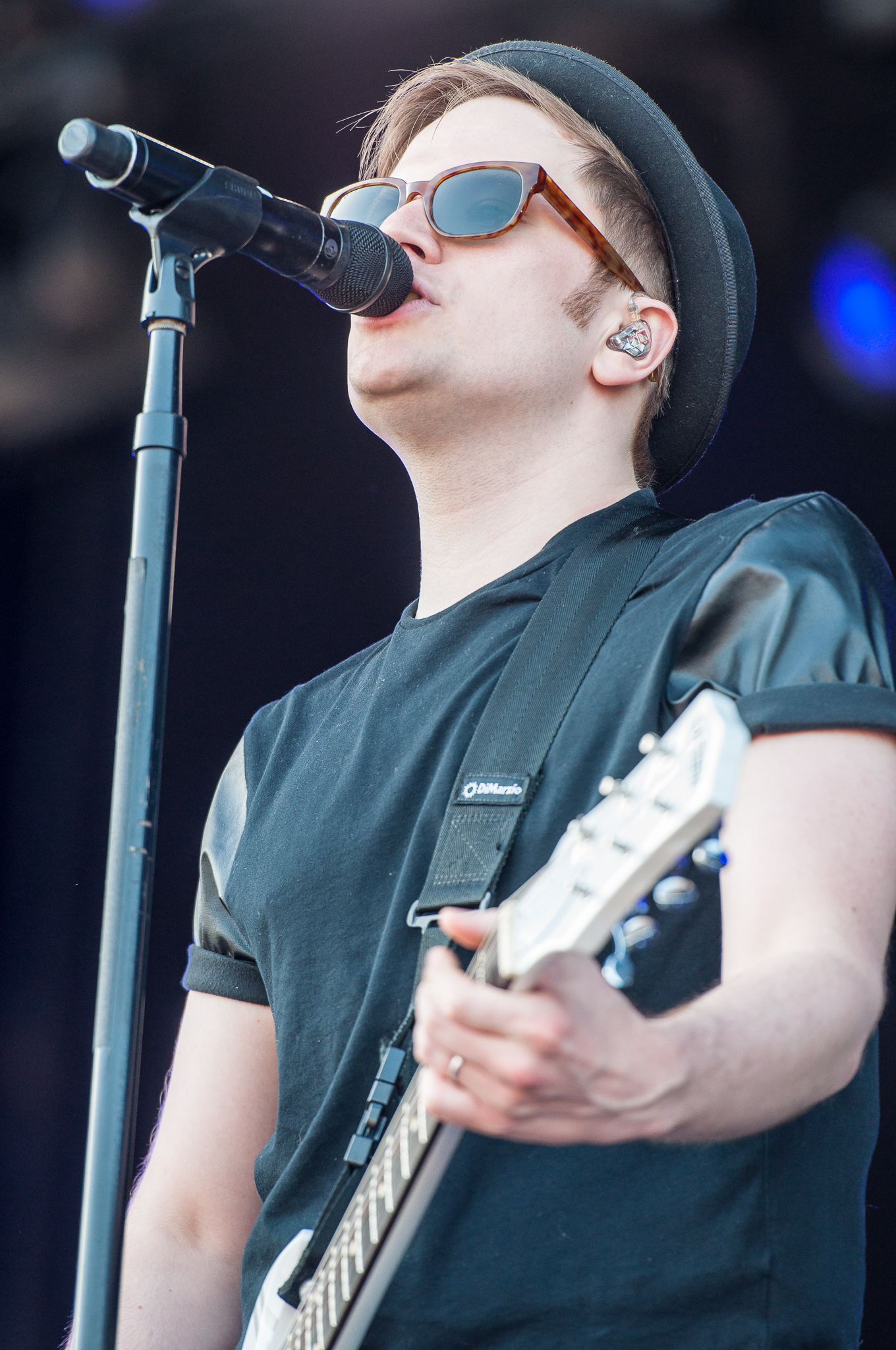

## Saját albumai: Soul Punk, Truant Wave
A Fall Out Boy felbomlott egy időre, de ettől még az énekes nem hagyta abba zenei tevékenységeit. Szólóalbumokba kezdett, mindkettőről egy-egy dalnak jelent meg a klipje: a Soul Punkról a This City-nek; a Truant Wave-ről a Spotlight-nak. A This Ctiy dalon kívül a Soul Punkon még az "Allie"; Everybody Wants Somebody; Explode; Run Dry (X Heart X Fingers); When I Made You Cry; Mad At Nothing; Bad Side of 25; Cryptozoology; People Never Done A Good Thing; Dance Miserable; Greed; Coast; Saturday night again kislemezek találhatók. A Truant Wave további öt dalból áll: Porcelain; Cute Girls; Love, Selfish Love; As Long As I Know I'M Getting Paid; Big Hype.